# Кривенок Олексій Федорович
Олексій Федорович Кривенок (1935 — ?) — український радянський діяч, новатор виробництва, бригадир прохідників шахти «Прохідницька» Запорізького залізорудного комбінату міста Дніпрорудне Запорізької області. Депутат Верховної Ради УРСР 7—8-го скликань.

## Біографія
З 1950-х років — бригадир прохідників шахти «Прохідницька» Запорізького залізорудного комбінату № 1 міста Дніпрорудне Запорізької області. Ударник комуністичної праці.
Член КПРС.
Потім — на пенсії у місті Дніпрорудному Запорзької області.

## Нагороди
- орден Леніна
- ордени
- медалі
- звання «Почесний гірник»